# Медаль «В память Кючук-Кайнарджийского мира»
Медаль «В память Кючук-Кайнарджийского мира» — медаль Российской империи, учреждена по указу Екатерины II в 1774 году для награждения нижних военных чинов в заключении Кючук-Кайнарджийского мирного договора в Русско-турецкой войне. Медаль была ромбовидной формы, изготавливалась из серебра. На монете изображена Екатерина II. Медаль носилась на Георгиевской ленте.

## См.также
- Русско-турецкая война (1768—1774)
- Кючук-Кайнарджийский мирный договор